# Villarrobledo (Gerichtsbezirk)
Der Gerichtsbezirk Villarrobledo ist einer der sieben Gerichtsbezirke in der Provinz Albacete.
Der Bezirk umfasst 4 Gemeinden auf einer Fläche von 1.838,01 km² mit dem Hauptquartier in Villarrobledo.

## Gemeinden
| Gemeinde                     | Einwohner (2024) | Fläche km² | Dichte Einw./km² | Cod INE | Postleitzahl |
| ---------------------------- | ---------------- | ---------- | ---------------- | ------- | ------------ |
| El Bonillo                   | 2.624            | 502,67     | 5                | 02019   | 02610        |
| Munera                       | 3.395            | 229,43     | 15               | 02053   | 02612        |
| Ossa de Montiel              | 2.216            | 243,50     | 9                | 02057   | 02611        |
| Villarrobledo                | 25.262           | 862,41     | 29               | 02081   | 02600        |
| Gerichtsbezirk Villarrobledo | 33.497           | 1.838,01   | 18               | –       | –            |